# Tambella-Mossi
Il y a deux localités qui portent le nom de Tambèla. l'une est située dans la commune rurale d'Andemtenga, l'autre est située dans la commune urbaine de Koupéla et constitue un des quartiers de la ville. Apollinaire Joachimson KYÉLEM de TAMBÈLA est né le 11 juin 1958 à Koupéla. Sa localité d'origine est le quartier Tambèla de la commune urbaine de Koupéla. À ne donc pas confondre avec Tambèla-Mossi d'Andemtenga.
Tambella-Mossi est une commune située dans le département de l'Andemtenga de la province de Kouritenga dans la région du Centre-Est au Burkina Faso.